# Woodstock '99
Woodstock 99 —también llamado Woodstock 1999—, fue un festival de música que se llevó a cabo del 22 al 25 de julio de 1999, en Rome, Nueva York. Después de Woodstock '94, fue el segundo festival de música a gran escala que intentó emular el festival original de Woodstock de 1969. Al igual que los festivales anteriores, se llevó a cabo en el norte del estado de Nueva York, esta vez en la antigua Base de la Fuerza Aérea Griffiss, aproximadamente a 100 millas (160,9 km) del sitio original de Woodstock. La asistencia fue de aproximadamente 220 000 durante cuatro días.
La red de cable MTV cubrió ampliamente el festival y la cobertura en vivo estuvo disponible en pay-per-view. Westwood One mantuvo sus derechos de radio. Se publicaron extractos en CD y DVD.
El festival se vio empañado por la controversia y las difíciles condiciones ambientales, los alimentos caros, las malas condiciones sanitarias que provocaron enfermedades, el acoso sexual y las violaciones, los saqueos, el vandalismo, los incendios provocados, la violencia y la muerte.

## Promotores
Michael Lang, uno de los cofundadores originales de Woodstock, acordó asociarse con John Scher, un exitoso promotor de conciertos de Nueva Jersey, para revivir el icónico festival después de 30 años.

## Intérpretes
Muchos de los actos de alto perfil como DMX, Limp Bizkit, Korn, Red Hot Chili Peppers, Alanis Morissette, Kid Rock, Metallica, Megadeth y Creed eran artistas populares o emergentes de la época. Si bien ningún grupo que actuó en el festival original de Woodstock subió al escenario en Woodstock 99, hubo personas que lo hicieron. John Entwistle de The Who realizó un set en solitario y Mickey Hart —baterista de Grateful Dead— tocó con su banda Planet Drum. Jeff Beck estaba programado para actuar, pero tuvo que cancelar debido a un «conflicto de programación». Estaba programado para actuar en el festival original de Woodstock; sin embargo, su banda Jeff Beck Group se separó la semana anterior. Aunque las The Doors rechazaron una oferta para tocar en el primer Woodstock, su guitarrista Robby Krieger fue una adición sorpresa al set de Creed, después de que lo invitaran a tocar «Roadhouse Blues» con Creed.
Foo Fighters estaba listo para actuar, pero se retiraron para terminar el trabajo en There Is Nothing Left to Lose, junto con el guitarrista Franz Stahl dejando la banda. Sugar Ray estaba programado para aparecer en Woodstock 99, pero tuvo que cancelar debido a la enfermedad del cantante Mark McGrath. También se suponía que Al Green iba a aparecer, pero se retiró después de la muerte de John F. Kennedy Jr. en un accidente aéreo.

## Instalaciones

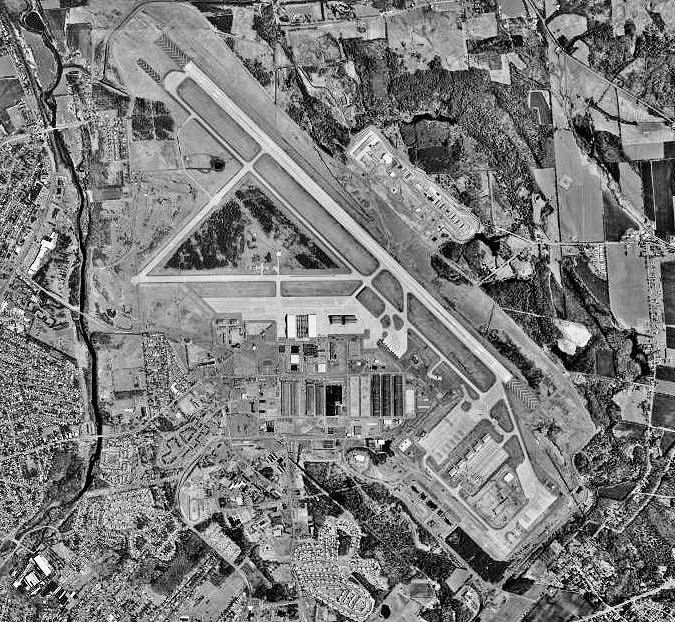
Foto aérea de la Base de la Fuerza Aérea Griffiss en 1997.

El festival se llevó a cabo en el lado este de Rome en la antigua Base de la Fuerza Aérea Griffiss, un sitio de Superfund. La Fuerza Aérea de EE. UU. cerró la base B-52 cuatro años antes, en 1995, y la convirtió en un parque empresarial y tecnológico.
Los promotores estaban decididos a evitar la entrada forzada que había ocurrido en festivales anteriores. Caracterizaron el sitio como «defendible», pensando que una cerca de acero y madera contrachapada de 12 pies (3,7 m) mantendría alejados a los que no tenían boletos. Los asistentes atravesaron una sección de 100 pies de este «Muro de la paz» el sábado por la noche —no para entrar al espectáculo, sino para salir—. Junto con la valla, se planeó que unos 500 soldados de la Policía del Estado de Nueva York proporcionaran seguridad adicional contra los intrusos.
Además de dos escenarios principales, había lugares secundarios disponibles. Estos incluyeron varios escenarios alternativos, una carpa rave nocturna y un festival de cine —patrocinado por Independent Film Channel— que se llevó a cabo en un antiguo hangar de aviones.

## Financiación
Woodstock '99 fue concebido y ejecutado como una empresa comercial con docenas de patrocinadores corporativos e incluyó la presencia de «centros comerciales» de proveedores y pertrechos modernos como cajeros automáticos y estaciones de correo electrónico. Las entradas anticipadas para el evento tenían un precio de $150 —equivalente a $240 en 2021— más cargos por servicio, en ese momento considerado costoso para un festival de este tipo. Los boletos comprados en la puerta cuestan $180.

Hubo alrededor de 400 000 asistentes. Se vendió un total de 186 983 entradas, según informes, poco después del festival, lo que «se traduce en una recaudación bruta de $28 864 748» en ese momento. La venta de entradas se anunció con un tope de 250 000, la capacidad del lugar. Se ha estimado que la venta de entradas tuvo un valor de 60 millones de dólares en ingresos, pero esa cifra parece haberse basado en la creencia de que había 400 000 asistentes pagados. Se ha sugerido que la venta de boletos no se registró para evitar pagos extracontractuales a la comunidad anfitriona:
Tal vez la discrepancia se deba al acuerdo entre los promotores de Woodstock '99 y la Corporación de Desarrollo Local de Griffiss (GLDC). MTV cita que se esperaba que GLDC, la ciudad de Roma y el condado de Oneida recibieran $1 millón para albergar el festival y $250 000 adicionales si la venta de boletos superaba los 200 000.
Cualquier boleto vendido más allá de 200 000 resultaría en $5 adicionales —por boleto— pagados a todas las partes. Si bien está claro que más de 186,983 personas asistieron a Woodstock '99, en papel, solo se registró que se vendieron muchas entradas.

Según esa cifra, los promotores no habrían tenido que repartir el dinero extra que prometieron a la GLDC.
Los promotores declararon $38 millones en costos de producción originales —sin incluir daños, tarifas y costos de emergencia por seguridad adicional—.  Los promotores habían presupuestado originalmente el festival en $30 millones.
Rome —especialmente el centro de la ciudad y las áreas comerciales adyacentes al sitio del festival— se convirtió en un gran atractivo para los asistentes, que frecuentaban sus bares, restaurantes y tiendas y se hospedaban en sus hoteles y moteles durante la duración del concierto. La Oficina de Convenciones y Visitantes del Condado de Oneida estimó que los turistas gastaron entre $30 y $40 millones en el área.

Woodstock '99 se transmitió simultáneamente en la televisión de pago, con informes iniciales de 500 000 compras. Con 500 000 compras de pases de transmisión simultánea de tres días a $59,95 cada uno, los ingresos podrían haber llegado a los $30 millones. Cinco años antes, Woodstock '94 había ganado más de $9 millones en sus ventas de pago por evento a 220 000 hogares. Otros ingresos provinieron de las ventas de CD y DVD después del festival.
«Sabíamos que nunca obtendríamos una ganancia significativa en el sitio", dice Scher. "Todo se trata del marketing posterior al espectáculo. Creemos que tenemos un gran evento sobre el cual construir».

## Controversias

### Ambientales
Las altas temperaturas — por encima de los 100 °F (38 °C)— y condiciones ambientales paupérrimas empañaron el festival desde sus inicios. Agregado a esto era el hecho de que el sitio, una ex-pista de aterrizaje, había sido despojada de sus árboles, limitando las sombras del recinto. Los escenarios Este y Oeste estaban separados por 2.3 millas (3.7 km), forzando a los espectadores a caminar a través de las pistas de superficies calientes.
Los espectadores se topaban con precios altos una vez adentro, teniendo que comprar alimentos y bebidas en los puestos del interior del recinto (los burritos costaban $10, los perritos calientes y sándwiches $5, una pizza de 10" costaba $12, y botellas de agua y soda de 590 ml costaban $4). Para poder visitar las tiendas los asistentes se enfrentaban una caminata larga y viajes eternos en autobús para visitar las áreas de compras de Rome, donde las tiendas tenían largas filas y pocos productos. El público hacía largas filas para acceder a las fuentes de agua gratis, hasta que la frustración llevó a unos pocos a pasar agua para aquellos que todavía estaban en la mitad de la fila, creando al mismo tiempo enormes charcos de lodo. 
El número de baños instalados demostró ser insuficiente para el número de espectadores. Después de cierto tiempo, algunos de estos quedaron inutilizables y desbordantes.

### Violentas
La violencia ocurrió durante y después de la actuación en la noche del sábado de Limp Bizkit; destrozando los paneles de madera decorativos de los muros en los cuales el público empezó a realizar crowd surfing durante la interpretación de «Break Stuff». Algunos asaltos sexuales también se reportaron durante el concierto. El vocalista de la banda, Fred Durst, declaró durante el concierto: "No dejen que nadie sea lastimado, si alguien se cae, levantenlo. Pero no creo que ustedes deban suavizarse. Eso es lo que Alanis Morissette tenía que hacer con ústedes imbéciles". Durst dijo durante la interpretación de «Nookie», "Ya hemos sacado toda la energía negativa. Es momento de llegar y traer toda la energía positiva a éste imbecil. Es momento de dejarse ir ahora, porque aquí no hay malditas reglas." En contraste, a mitad del tema «Break Stuff», Durst incitó al público a enfadarse y "volverse locos"
Durst posteriormente dijo en una entrevista, "No vi a nadie lastimarse. Tú no ves eso. Cuando estás mirando a un mar de gente y el escenario está a 20 pies en el aire y estás actuando, y estás sintiendo tu música, como ellos nos esperan a que veamos que algo malo sucede?" Les Claypool de Primus le dijo al San Francisco Examiner, "Woodstock era solo Durst siendo Durst. Su actitud es «sin prensa es mala prensa», así que se la trae para él. Él se revuelca en ella. Aun así, es un gran chico."
La violencia escaló a la noche siguiente, durante las horas finales del concierto de los Red Hot Chili Peppers realizado en el escenario Este y Megadeth actuó en el escenario Oeste. Un grupo de promotores de paz, encabezados por la organización anti-violencia armamentista Pax (posteriormente renombrada Center to Prevent Youth Violence), habían distribuido velas para los espectadores durante el día, con el objetivo de que el público las levantaran encendidas durante la interpretación de la canción «Under the Bridge». Durante la actuación de la banda, el público comenzó a encender las velas para en algunos casos crear fuegos con materiales del recinto. Cientos de botellas plásticas vacías que habían sido arrojadas en el césped fueron utilizadas como combustible para el fuego, el cual se había diseminado a ambos escenarios al final de las actuaciones.
Cuando Red Hot Chili Peppers terminó de tocar su repertorio principal, la audiencia fue informada acerca "un problema". Una torre de audio estaba incendiándose producto de los llamas generadas por los espectadores y llamaron al departamento de bomberos para extinguirlo, los cuales se negaron a sofocarlo.
El vocalista de Red Hot Chili Peppers, Anthony Kiedis, comentó lo impresionantes que se veían las llamas desde el escenario, comparándolas con la película Apocalypse Now. La banda procedía a tocar «Sir Psycho Sexy», seguida por la canción de «Fire» de Jimi Hendrix. Anthony Kiedis posteriormente declaró en su autobiografía, Scar Tissue, que la hermana de Hendrix había pedido a RHCP que tocaran «Fire» en honor a Jimi Hendrix y su actuación en el festival original de Woodstock, y que no estaban tocando el tema para incitar violentamente a la multitud.
Muchas hogueras enormes estaban quemando el área antes de que la banda se retirara del escenario por última vez. Los participantes bailaban en círculos alrededor de las llamas. Buscando más combustible, algunos quitaron paneles de madera de la reja de seguridad. Los cajeros automáticos eran volcados y destrozados, los camiones con mercancía y equipos eran forzados y asaltados, y cabinas de vendedores abandonadas eran volteadas e incendiadas.
MTV, la cual había estado dando cobertura en vivo, mandó desalojar a todo su personal. El animador de MTV, Kurt Loder, describió la escena en la edición de USA Today correspondiente al 27 de julio de 1999:

Era peligroso estar ahí. Toda la escena daba miedo. Había solamente enormes bolas de odio rebotando por todo el lugar. (...) Quedaba claro que teníamos que salir de ahí... Era como un campo de concentración. Para entrar, quedabas registrado para asegurarte de que no trajeras ni agua ni comida que pudiera prevenir que compraras de sus cabinas indignantemente caras. Tu te revuelcas en basura y desechos humanos. Había un palpable sentimiento de ira.

Después de un tiempo, una enorme fuerza de tropas estatales de Nueva York, policía local y varios otros miembros del reforzamiento de la ley llegaron al recinto. La mayoría tenía indumentaria para controlar disturbios y procedió a formar una línea que forzó a la multitud a moverse al noroeste, lejos del escenario localizado al este del campo aéreo. Pocos de la multitud ofrecieron fuerte resistencia y se dispersaron rápidamente hacia la entrada principal.

### Consecuencias
La policía investigó cuatro instancias supuestas de violación que ocurrieron durante el concierto. Testigos reportaron a una mujer haciendo crowd-surfing siendo tirada hacia abajo en la multitud y violada en el moshpit durante la actuación de Limp Bizkit. Un voluntario también reportó una violación en grupo durante la actuación de Korn. Aproximadamente 12 tráileres, un bus pequeño, y un número de cabinas y baños portátiles fueron quemados. Seis personas fueron lesionadas y no hubo muertes en el sitio del concierto.
Un individuo, David DeRosia, colapsó en el mosh pit durante la actuación de Metallica. El personal médico del concierto inicialmente intentó tratar sus síntomas, los cuales eran ataques, y lo que los doctores sospechaban que era una sobredosis. DeRosia fue transportado al centro médico de la base de la Fuerza Aérea y luego fue levantado para el University Hospital en Syracuse. Un poco más de una hora después de colapsar, la temperatura corporal de DeRosia era de 107 °F (42 °C). A la tarde siguiente, estaba en coma y un doctor le diagnosticó con "hipertermia, probablemente secundaria a un infarto por calor." Tras estar en coma por otro día, DeRosia falleció a las 12:09 p. m. del lunes 26 de julio. El reporte de la autopsia declaró la muerte como accidental y que la causa de su muerte era hipertermia junto con un corazón agrandado y obesidad. En 2001, la madre de DeRosia realizó una demanda en la Corte Suprema de Nueva York contra los promotores de Woodstock 1999 y seis doctores que trabajaron en el evento; la demanda declaró que DeRosia murió debido a que los promotores fueron negligentes al no proporcionar suficiente agua fresca y poseer cuidado médico inadecuado para 400.000 espectadores.
Miembros de la Organización Nacional de Mujeres (NOW) posteriormente protestaron en los exteriores de las oficinas de Nueva York de uno de los promotores del concierto. Se anunciaron demandas por parte de los espectadores contra los promotores por deshidratación.
El New York Times solicitó a Rage Against the Machine su opinión sobre la controversia del festival. Tom Morello, el guitarrista de la banda, escribió el 5 de agosto de 1999, en la columna de Neil Strauss en dicho periódico:

Oye tío, deja a los chicos en paz. Ya tengo suficiente con la frenética demonización de los jóvenes alrededor de Woodstock '99.

Sí, Woodstock estaba lleno de depredadores: los idiotas degenerados que asaltaron a esas mujeres, los ávaros promotores quienes robaron cada centavo de espectadores sedientos, y por último, pero no menos importante, los medios depredadores que dieron un ojo ciego a la verdadera violencia y culparon a un cuarto de millones de fanáticos de la música en Woodstock '99, la vasta mayoría que tuvo el tiempo de sus vidas.

Tras el evento, Jane Ganahl, periodista del San Francisco Examiner puso en duda la habilidad de promover otro concierto importante de Woodstock, y describió el evento como "el día en que la música murió."

## Calendario

### Jueves 22 de julio

#### Escenario Oeste
- Frostbit Blue
- K.J. James
- Little Big Jam
- Gridley Page
- Djoliba
- Red Herring
- Rattlebasket
- In Bloom
- Flipp
- 3rd Bass[26]
- Vertical Horizon[26]
- Strangefolk[26]
- G. Love and Special Sauce[27]
- The String Cheese Incident[26]

#### Escenario Artistas Emergentes
Immoral Fibres / Simmi / Chris Glenn / Gary Durdin & The Clay Pinps / Johnny Rushmore

### Viernes 23 de julio

#### Escenario Oeste
13:30 - Oleander
14:40 - The Umbilical Brothers
15:00 - Moe.
16:00 - Lit
17:15 - Buckcherry
18:30 - The Roots
20:00 - Insane Clown Posse
21:30 - George Clinton And P-Funk All Stars

#### Escenario Este
12:00 - James Brown
13:30 - G. Love & Special Sauce
14:30 - Jamiroquai
15:45 - Live
17:00 - Sheryl Crow
18:15 - DMX
19:40 - The Offspring
21:00 - Korn
22:30 - Bush

#### Escenario Artistas Emergentes
Ben Lee / Beth Hart / Bijou Phillips  / Chris McDermott / Chris Pérez / F.o.N / Liars Inc. / Linda Rutherford & Celtic Fire / Mike Errico / Moby / Sherri Jackson / Sticky Pistil / Sugar Daddy

### Sábado 24 de julio

#### Escenario Oeste
12:30 - Spitfire
13:30 - Guster
14:50 - Bruce Hornsby
16:00 - Everclear
17:20 - Ice Cube
19:30 - Los Lobos
20:50 - Mickey Hart Planet Drum
22:30 - The Chemical Brothers

#### Escenario Este
11:45 - The Tragically Hip
13:00 - Kid Rock
14:30 - Wyclef Jean & the Refugee Allstars
16:00 - Counting Crows
17:15 - Dave Matthews Band
18:30 - Alanis Morissette
19:50 - Limp Bizkit
21:30 - Rage Against the Machine
23:00 - Metallica

#### Escenario Artistas Emergentes
2 Skinnee J's / 3 / American Pearl / Fatboy Slim / Full Devil Jacket / Gargantua Soul / Gigolo Aunts / Old Pike / Serial Joe

### Domingo 25 de julio

#### Escenario Oeste
11:45 - Spitfire
12:30 - Mike Ness
13:45 - Our Lady Peace
15:00 - Rusted Root
16:30 - Sevendust
18:00 - Collective Soul
19:30 - Godsmack
21:00 - Megadeth

#### Escenario Este
13:40 - Willie Nelson
14:00 - The Brian Setzer Orchestra
15:30 - Everlast
16:45 - Elvis Costello
18:00 - Jewel
19:30 - Creed
21:00 - Red Hot Chili Peppers

#### Escenario Artistas Emergentes
Big Sugar / Cyclefly / Indigenous / John Entwistle / John Oszajca /Moe Loughran / Muse / Pound / Pushmonkey / Stormy Mondays

## Álbum
El festival fue resumido en un juego de dos compactos, Woodstock 1999. Cuenta con 32 artistas, y fue lanzado por Epic Records en octubre de 1999. Existe una versión en DVD.